# Cirkut
Henry Walter, plus connu sous le nom de Cirkut, est un réalisateur artistique, producteur de musique canadien et auteur basé à Los Angeles, aux États-Unis. Il a réalisé des chansons pour des artistes comme Ava Max, Pitbull, Britney Spears, Kesha, Rihanna, Katy Perry, Nicki Minaj, B.O.B., Lil Wayne, Taylor Swift, The Weeknd et Marina and the Diamonds.

## Biographie

### Vie privée
Dans une interview avec Nylon en 2023, Ava Max a révélé qu'elle était sortie avec Cirkut brièvement après leur rencontre et qu'ils étaient restés amis.

## Discographie
Liste des titres auxquels Cirkut a participé au processus de création :
| Titre | Année | Album                                                                      | Auteur | Producteur |
| "Mmm Papi" | 2008  | Britney Spears – Circus                                                    | ✓      | ✓          |
| "Blow (Cirkut Remix)" | 2011  | Kesha – I Am the Dance Commander + I Command You to Dance: The Remix Album | ✓      | ✓          |
| "Seal It with a Kiss" | 2011  | Britney Spears – Femme Fatale                                              | ✓      | ✓          |
| "High for This" | 2011  | The Weeknd – House of Balloons                                             | ✓      | ✓          |
| "Wild Heart", "Where Do They Do That At?" | 2011  | Sabi – All I Want                                                          | ✓      | ✓          |
| "Domino" | 2011  | Jessie J – Who You Are                                                     | ✓      | ✓          |
| "Good Feeling" | 2011  | Flo Rida – Wild Ones                                                       | ✓      | ✓          |
| "Hangover", "Tattoo" | 2011  | Taio Cruz – TY.O                                                           | ✓      | ✓          |
| "You Da One", "Where Have You Been", "Fool in Love" | 2011  | Rihanna – Talk That Talk                                                   | ✓      | ✓          |
| "Turn All The Lights On" | 2011  | T-Pain – Revolver                                                          | ✓      | ✓          |
| "Never Close Our Eyes", "Better Than I Know Myself" | 2012  | Adam Lambert – Trespassing                                                 | ✓      | ✓          |
| "Part of Me", "Wide Awake" | 2012  | Katy Perry – Teenage Dream: The Complete Confection                        | ✓      | ✓          |
| "Problem (The Monster Remix)" | 2012  | Becky G – Hotel Transylvania Soundtrack                                    | ✓      | ✓          |
| "Young Forever", "Va Va Voom", "Masquerade" | 2012  | Nicki Minaj – Pink Friday: Roman Reloaded                                  | ✓      | ✓          |
| "Brokenhearted" | 2012  | Karmin – Hello                                                             | ✓      | ✓          |
| "Both of Us" (featuring Taylor Swift), "Strange Clouds" (featuring Lil Wayne), "Arena" (featuring T.I. & Chris Brown) | 2012  | B.o.B – Strange Clouds                                                     | ✓      | ✓          |
| "Primadonna", "Lies", "How To Be A Heartbreaker" | 2012  | Marina and the Diamonds – Electra Heart                                    | ✓      | ✓          |
| "One More Time" | 2012  | Baby E – N/A                                                               | ✓      | ✓          |
| "High For This" | 2012  | The Weeknd – Trilogy                                                       | ✓      | ✓          |
| "Wish U Were Here" (featuring Becky G) | 2012  | Cody Simpson – Paradise                                                    | ✓      | ✓          |
| "Rock Me" | 2012  | One Direction – Take Me Home                                               | ✓      | ✓          |
| "Oath" (featuring Becky G) | 2012  | Cher Lloyd feat Becky G – Sticks + Stones                                  | ✓      | ✓          |
| "Warrior", "Die Young", "C'mon", "Thinking of You", "Crazy Kids", "Wherever You Are", "Dirty Love", "Wonderland", "Only Wanna Dance With You", "Supernatural", "Gold Trans Am", "Last Goodbye"                                          | 2012  | Kesha – Warrior                                                            | ✓      | ✓          |
| "Till The World Ends (Twister Remix)" | 2012  | Britney Spears – N/A                                                       | ✓      | ✓          |
| "Die Young", "Supernatural" | 2012  | Kesha – Deconstructed                                                      |        | ✓          |
| "Fall Down" (featuring Miley Cyrus), "Far Away from Home" (featuring Nicole Scherzinger), "Geekin" | 2013  | will.i.am – #willpower                                                     |        | ✓          |
| "Ooh La La" | 2013  | Britney Spears – Music From and Inspired by the Smurfs 2                   | ✓      | ✓          |
| "Vacation" | 2013  | G.R.L. – Music From and Inspired by the Smurfs 2                           | ✓      | ✓          |
| "Walks Like Rihanna" | 2013  | The Wanted – Word of Mouth                                                 | ✓      | ✓          |
| "Play It Again", "Can't Get Enough" (featuring Pitbull), "Zoomin' Zoomin", "Built for This", "Lovin' What You Do" | 2013  | Becky G – Play It Again (EP)                                               | ✓      | ✓          |
| "Roar", "Legendary Lovers", "Birthday", "Unconditionally", "Dark Horse" (featuring Juicy J), "International Smile", "Ghost" | 2013  | Katy Perry – Prism                                                         | ✓      | ✓          |
| "Wrecking Ball" | 2013  | Miley Cyrus – Bangerz                                                      | ✓      | ✓          |
| "Harder We Fall", "Excuse My Rude", "Gold" | 2013  | Jessie J – Alive                                                           | ✓      | ✓          |
| "Smokin Rollin", "Bounce It" | 2013  | Juicy J – Stay Trippy                                                      | ✓      | ✓          |
| "Give It 2 U" | 2013  | Robin Thicke – Blurred Lines                                               | ✓      | ✓          |
| "Brightest Morning Star" | 2013  | Britney Spears – Britney Jean                                              | ✓      | ✓          |
| "Timber" (featuring Kesha) | 2013  | Pitbull – Global Warming: Meltdown                                         | ✓      | ✓          |
| "Show Me What You Got", "Ugly Heart", "Rewind" | 2014  | G.R.L. – G.R.L.                                                            | ✓      | ✓          |
| "Quiero Bailar (All Through The Night)" | 2014  | 3BallMTY – Globall                                                         | ✓      | ✓          |
| "Dare (La La La)" | 2014  | Shakira – Shakira                                                          | ✓      | ✓          |
| "La La La (Brazil 2014)" | 2014  | Shakira – One Love, One Rhythm - The 2014 FIFA World Cup Official Album    | ✓      | ✓          |
| "We Are One (Ole Ola)" (featuring Jennifer Lopez & Claudia Leitte) | 2014  | Pitbull – One Love, One Rhythm - The 2014 FIFA World Cup Official Album    | ✓      | ✓          |
| "Wild Wild Love" (featuring G.R.L.) | 2014  | Pitbull – Globalization                                                    | ✓      | ✓          |
| "Zipper" | 2014  | Jason Derulo – Talk Dirty                                                  | ✓      | ✓          |
| "Shower", "Can't Stop Dancin'", "Can't Get Enough (Spanish Version)" | 2014  | Becky G – N/A                                                              | ✓      | ✓          |
| "I Don't Mind" | 2014  | Usher – N/A                                                                | ✓      | ✓          |
| "Get on Your Knees" (featuring Ariana Grande), "Only (featuring Drake, Lil Wayne & Chris Brown)", "Trini Dem Girls" (featuring LunchMoney Lewis), "The Night is Still Young", "Pills N Potions"                                         | 2014  | Nicki Minaj – The Pinkprint                                                | ✓      | ✓          |
| "She Knows" | 2014  | Ne-Yo – Non-Fiction                                                        | ✓      | ✓          |
| "Stayin Out All Night" | 2014  | Wiz Khalifa – Blacc Hollywood                                              | ✓      | ✓          |
| "Sugar" | 2014  | Maroon 5 – V                                                               | ✓      | ✓          |
| "Low" (featuring Nicki Minaj, Lil Bibby and Young Thug), | 2014  | Juicy J – The Hustle Continues                                             | ✓      | ✓          |
| "Never Been in Love", "One More" | 2014  | Elliphant – One More                                                       | ✓      | ✓          |
| "Completement Fou", "Coca Sans Bulles", "Florence En Italie", "Un Jour Viendra" | 2014  | Yelle – Complètement fou                                                   | ✓      | ✓          |
| "This Is How We Roll" | 2015  | Fifth Harmony – Reflection                                                 | ✓      | ✓          |
| "Lighthouse" | 2015  | G.R.L. – N/A                                                               | ✓      | ✓          |
| "For Everybody" | 2015  | Juicy J, Wiz Khalifa, R. City – N/A                                        | ✓      | ✓          |
| "Dance Like We're Makin' Love", "Give Me Love", "Lullaby", "Kiss N Tell", "Special Edition" | 2015  | Ciara – Jackie                                                             | ✓      | ✓          |
| "Best People in the World" | 2015  | Elliphant – N/A                                                            | ✓      | ✓          |
| "The Water Dance" | 2015  | Chris Porter – The Water Dance                                             | ✓      | ✓          |
| "Once in a Lifetime" | 2015  | Flo Rida – My House                                                        | ✓      | ✓          |
| "Like This", "Locked Away" (featuring Adam Levine), "Checking for You", "Take You Down", "Broadway", "Over", "Make Up", "Again", "Live by the Gun", "Slave to the Dollar", "Save My Soul", "Crazy Love", "Don't You Worry", "Our Story" | 2015  | R. City – What Dreams Are Made Of                                          | ✓      | ✓          |
| "Marching Band" (featuring Juicy J) | 2015  | R. Kelly – The Buffet                                                      | ✓      | ✓          |
| "Lovin' So Hard", "Break a Sweat", "You Love It" | 2015  | Becky G – N/A                                                              | ✓      | ✓          |
| "Everybody" (featuring Azealia Banks), "Love Me Badder" | 2015  | Elliphant – Living Life Golden                                             | ✓      | ✓          |
| "Whip It!" (featuring Chloe Angelides), "Ain't Too Cool" | 2015  | Lunchmoney Lewis – N/A                                                     | ✓      | ✓          |
| "Silk Road" | 2015  | Rick Ross – Black Market                                                   | ✓      | ✓          |
| "Ain't Your Mama" | 2016  | Jennifer Lopez – N/A                                                       | ✓      | ✓          |
| "Tabú" | 2016  | Pablo Alborán, Ava Max – Tabú                                              |        | ✓          |
| "Greenlight" (featuring Flo Rida & LunchMoney Lewis) | 2016  | Pitbull – Climate Change                                                   | ✓      | ✓          |
| "Guys My Age" | 2016  | Hey Violet – From the Outside                                              | ✓      |            |
| "Starboy" (featuring Daft Punk), "False Alarm", "Reminder", "Secrets", "Six Feet Under", "Ordinary Life", "Nothing Without You", "I Feel It Coming" (featuring Daft Punk)                                                               | 2016  | The Weeknd – Starboy                                                       | ✓      | ✓          |
| "Bang Bang" (featuring R. City, Selah Sue and Craig David) | 2016  | DJ Fresh, Diplo – N/A                                                      | ✓      |            |
| "Another Love Song" | 2017  | Ne-Yo – N/A                                                                | ✓      | ✓          |
| "I Don't Want It at All", "Slow It Down" | 2017  | Kim Petras – N/A                                                           | ✓      | ✓          |
| "All Night" (featuring LunchMoney Lewis) | 2017  | Big Boi – Boomiverse                                                       | ✓      | ✓          |
| "Ugly" | 2017  | Jaira Burns – N/A                                                          | ✓      | ✓          |
| "A Little Work" | 2017  | Fergie – Double Dutchess                                                   | ✓      | ✓          |
| "Girls Like You" (featuring Cardi B) | 2018  | Maroon 5 – Red Pill Blues                                                  | ✓      | ✓          |
| "Savior" (featuring Quavo) | 2018  | Iggy Azalea – N/A                                                          | ✓      | ✓          |
| "Hurt You" (featuring Gesaffelstein) | 2018  | The Weeknd – My Dear Melancholy                                            | ✓      | ✓          |
| "Heart to Break", "Can't Do Better", "All the Time" | 2018  | Kim Petras – N/A                                                           | ✓      | ✓          |
| "Any Weather" | 2018  | Birdman – Birdman presents: Before Anythang (Soundtrack)                   | ✓      | ✓          |
| "Nights Like These", "On Ur Mind", "Ocean Sure" | 2018  | Ne-Yo – Good Man                                                           | ✓      | ✓          |
| "Animal", "Priceless" | 2018  | Trey Songz – Tremaine the Album                                            | ✓      | ✓          |
| "Come See About Me" | 2018  | Nicki Minaj – Queen                                                        | ✓      | ✓          |
| "Creep on Me" (featuring French Montana & DJ Snake) | 2018  | Gashi – Gashi                                                              | ✓      | ✓          |
| "Treasure Island" | 2018  | Azealia Banks – Fantasea II: The Second Wave                               | ✓      | ✓          |
| "Sweet but Psycho" | 2018  | Ava Max – Heaven & Hell                                                    | ✓      | ✓          |
| "So Am I", "Torn", "Salt" | 2019  | Ava Max – Heaven & Hell                                                    | ✓      | ✓          |
| "Kings & Queens", "Who's Laughing Now", "OMG What's Happening", "Heaven", "Naked", "Tattoo", "Call Me Tonight", "Born to the Night", "Take You to Hell", "Belladonna", "Rumors", "My Head & My Heart"                                   | 2020  | Ava Max – Heaven & Hell                                                    | ✓      | ✓          |
| "On Me" (featuring Ava Max) | 2020  | Thomas Rhett, Kane Brown – SCOOB! The Album                                | ✓      | ✓          |
| "EveryTime I Cry" | 2021  | Ava Max – N/A                                                              | ✓      | ✓          |
| "Let you" | 2021  | Iann Dior – On to Better Things                                            | ✓      | ✓          |
| "Echo" (featuring blackbear), "One Light" (featuring Bantu), "Convince Me Otherwise" (with H.E.R.) | 2021  | Maroon 5 - Jordi                                                           | ✓      | ✓          |
| "Hurricane" | 2021  | Kanye West – Donda                                                         | ✓      | ✓          |
| "Tears in the Club" | 2021  | FKA twigs – Caprisongs                                                     | ✓      | ✓          |
| "House on Fire" | 2022  | Mimi Webb – Amelia                                                         | ✓      | ✓          |
| "Hold Me Closer" | 2022  | Elton John and Britney Spears – The Lockdown Sessions                      |        | ✓          |
| "Maybe You're the Problem", "Million Dollar Baby", "Weapons", "Dancing's Done" | 2022  | Ava Max – Diamonds & Dancefloors                                           | ✓      | ✓          |
| "Star Walkin' (League of Legends Worlds Anthem)" | 2022  | Lil Nas X – Star Walkin' (League of Legends Worlds Anthem)                 | ✓      | ✓          |
| "Everything to Everyone" and "Moon" | 2022  | Reneé Rapp – Everything to Everyone                                        | ✓      | ✓          |
| "Press It (Fast & Furious Drift Tape/Phonk Vol 1)" | 2022  | Bludnymph                                                                  | ✓      | ✓          |
| "Unholy" (with Kim Petras) | 2022  | Sam Smith – Gloria                                                         | ✓      | ✓          |
| "Lose You", "How to Cry" | 2023  | Sam Smith – Gloria                                                         | ✓      |            |
| "Sleepwalker", "Ghost", "Hold Up (Wait a Minute)", "Diamonds & Dancefloors", "In the Dark", "Turn Off the Lights", "One of Us", "Get Outta My Heart", "Cold as Ice", "Last Night on Earth"                                              | 2023  | Ava Max – Diamonds & Dancefloors                                           | ✓      | ✓          |
| "Red Flags" | 2023  | Mimi Webb – Amelia                                                         | ✓      | ✓          |
| "Lights Out", "Watch Me", "End of the World", "Grim Reaper" | 2023  | Bludnymph                                                                  | ✓      | ✓          |
| "Oral Hex (Spell on You)" | 2023  | Bludnymph                                                                  |        | ✓          |
| "Bite Me" | 2023  | Enhypen – Dark Blood                                                       | ✓      | ✓          |
| "King of Hearts", "Claws" | 2023  | Kim Petras – Feed the Beast                                                | ✓      | ✓          |
| "Seven" | 2023  | Jungkook feat. Latto – Golden                                              | ✓      | ✓          |
| "Y.O.Universe" | 2023  | Vcha – SeVit (New Light)                                                   | ✓      | ✓          |
| "Drown", "My Favorite Drug", "Imagination", "Selfish", "Conditions" | 2024  | Justin Timberlake – Everything I Thought It Was                            | ✓      | ✓          |
| "360", "Rewind", "365" | 2024  | Charli XCX - Brat                                                          | ✓      | ✓          |
| "Brought The Heat Back" | 2024  | Enhypen - Romance: Untold                                                  | ✓      | ✓          |
| "Wonder" | 2024  | Katy Perry - 143                                                           | ✓      | ✓          |
| "Apt." (with Bruno Mars), "Vampirehollie" | 2024  | Rosé - Rosie                                                               | ✓      | ✓          |
| "Disease" | 2024  | Lady Gaga - Mayhem                                                         | ✓      | ✓          |
| "It Girl" | 2025  | JADE - TBA                                                                 | ✓      | ✓          |
| "Abracadabra" | 2025  | Lady Gaga - Mayhem                                                         | ✓      | ✓          |